# Gru 3, el meu dolent preferit
Gru 3, el meu dolent preferit (títol original: Despicable Me 3) és una pel·lícula estatunidenca d'animació per ordinador dirigida per Pierre Coffin i Chris Renaud. Produïda per Illumination Entertainment per a Universal Pictures es va estrenar el 30 de juny de 2017 als Estats Units, i arribà en català el 5 de juliol del mateix any.
En aquella ocasió, no es va poder comptar amb la veu de Pep Anton Muñoz com a Gru, a causa d'un refredat, si bé el paper del germà bessó el va fer el germà real de l'actor, el també doblador Òscar Muñoz. És la seqüela de Gru, el meu dolent preferit. Va rebre crítiques majoritàriament positives i va recaptar més de 970 milions de dòlars arreu del món, amb un pressupost de 76 milions de dòlars. La pel·lícula s'ha doblat i subtitulat en català.

## Argument
En Gru s'ha quedat sense feina. No obstant això, ara s'enfronta a altres problemes més importants. I és que coneixerà el seu germà bessó Dru i haurà de decidir si està preparat per continuar la tradició familiar i unir-s'hi per dur a terme un últim cop criminal.

## Producció
Steve Burke, CEO de NBCUniversal, va confirmar el setembre de 2013, que una tercera pel·lícula de la sèrie Gru, el meu dolent preferit estava en desenvolupament. Cinco Paul i Ken Daurio, els guionistes de les dues primeres pel·lícules, van tornar per a escriure el guió d'aquest tercer lliurament. El 13 de abril de 2016, Trey Parker, cocreador de South Park, es va unir al repartimet com a malvat —Balthazar Bratt.

## Doblatge
| Personatge      | Veu original en anglès | Doblatge al català |
| --------------- | ---------------------- | ------------------ |
| Gru             | Steve Carell           | Albert Mieza       |
| Dru             | Steve Carell           | Òscar Muñoz        |
| Lucy Wilde      | Kristen Wiig           |                    |
| Balthazar Bratt | Trey Parker            |                    |